# Marmitako

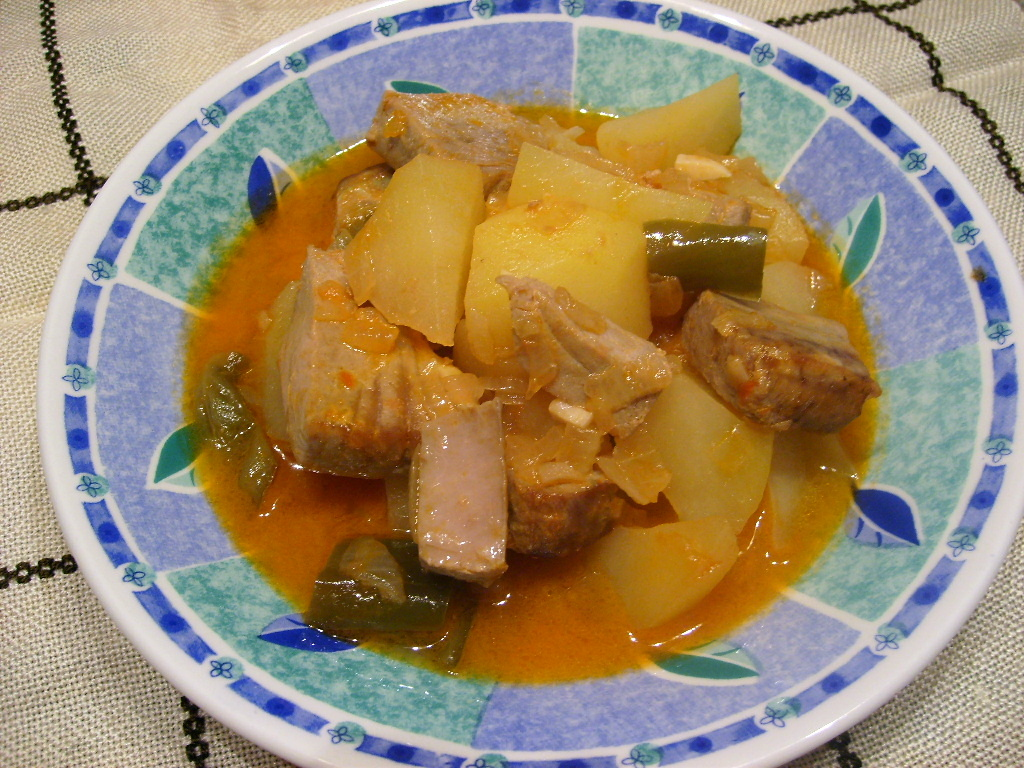
Marmitako

Marmitako – hiszpańska zupa rybna z tuńczyka, pomidorów i papryki, wywodząca się z Kantabrii i Kraju Basków. Nazwa pochodzi od baskijskiego słowa marmita, oznaczającego garnek. W Kantabrii zupę tę nazywa się marmita de bonito lub sorropotún lub marmite.
Zupa ta była spożywana pierwotnie przez rybaków pływających po zatoce Biskajskiej, którzy przygotowywali ją na swoich łodziach podczas połowów.
Marmitako jada się jako pierwsze danie; zwykle podaje się do niej białe wino.
Jest ona również pożywieniem podczas regat, odbywających się rokrocznie 22 lipca w Kraju Basków i kończących się w Elantxobe. Upamiętniają one spór, jaki toczył się w XIX w. pomiędzy dwiema baskijskimi wioskami, walczącymi o prawa do wyspy Izaro – rozwiązany dzięki zorganizowaniu wyścigu na nią.